# Уде, Мадука Кристофер
Мадука Кристофер Уде (англ. Maduka Christopher Udeh; 3 сентября 1997 года, Ибадан, Нигерия) — нигерийский футболист, играющий на позиции защитника.

## Клубная карьера
В 2015 году игрок приехал на просмотр в «Тренчин» и в течение пары месяцев за его игрой, а также игрой ещё нескольких нигерийцев, прибывших в Словакию наблюдали тренеры и селекционеры клуба. 9 декабря 2015 года с игроком был подписан двухлетний контракт. 27 февраля 2016 года дебютировал в словацком чемпионате в поединке против «Слована», выйдя в основном составе. 8 мая в поединке против того же «Слована» забил свой первый мяч. Всего в дебютном сезоне появился на поле лишь дважды.

## Достижения
«Тренчин»
- Чемпион Словакии (1): 2015/16